# Rhabdodemania
Rhabdodemania is een geslacht van rondwormen uit de familie van de Rhabdodemaniidae.
De wetenschappelijke naam is voor het eerst geldig gepubliceerd in 1926 door Baylis & Daubney.

## Soorten
- R. angustissima Platonova, 1974
- R. birgittae Jensen, 1976
- R. brevicaudata (Schuurmans Stekhoven, 1942)
- R. calycolaimus Schuurmans Stekhoven & Mawson, 1955
- R. coronata Gerlach, 1952
- R. dura Inglis, 1966
- R. edentula Platonova, 1974
- R. gracilis (Ditlevsen, 1918)
- R. hexonchia Platonova, 1974
- R. illgi Wieser, 1959
- R. imer Warwick & Platt, 1973
- R. laticauda (Ditlevsen, 1926)
- R. latifaux Platonova, 1974
- R. major (Southern, 1914)
- R. mediterranea Boucher, 1971
- R. minima Chitwood, 1936
- R. minor (Southern, 1914)
- R. nancyae Inglis, 1964
- R. obtusicauda (Allgén, 1954)
- R. orientalis Platonova, 1974
- R. pontica Platonova, 1965
- R. striata Schulz, 1932